# Ежув (гмина)
 Ежув' (пол. Jeżów) — сельская гмина (волость) в Польше, входит как административная единица в Бжезинский повет, Лодзинское воеводство. Население — 3534 человека (на 2011 год).

## Соседние гмины
1. Гмина Глухув
2. Гмина Колюшки
3. Гмина Рогув
4. Гмина Слупя
5. Гмина Желехлинек